# Majtnerij
Majtnerij (latinsko meitnerium) je kemični element, ki ima v periodnem sistemu simbol Mt in atomsko število 109. Ime je zveza IUPAC določila 1997 v čast avstrijsko-švedske fizičarke Lise Meitner.
Začasno ime po IUPAC do 1997: unnilennium (simbol Une), staro ime: eka-iridij.
Prvič so ga sintetizirali 1982 v Nemčiji v Darmstadtu, najstabilnejši izotop je Mt-276 z razpolovnim časom ~700 ms, čeprav naj bi možni izomer izotopa Mt-270 imel razpolovni čas ~1.1 s.